# Lazarevac

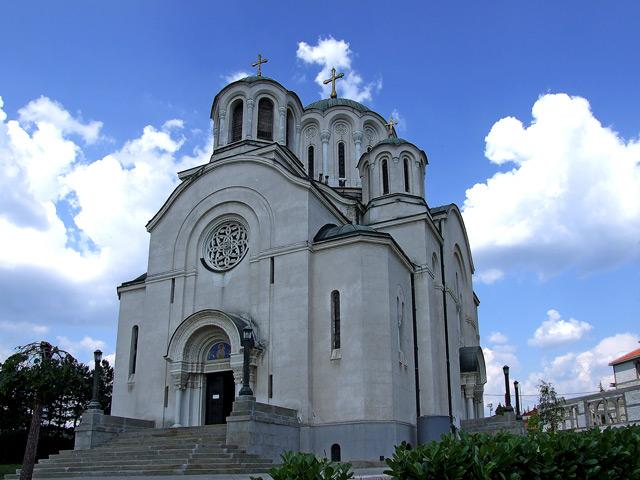
Serbisch-orthodoxe Kirche Hl. Großmärtyrer Dimitri

Lazarevac (serbisch-kyrillisch Лазаревац; deutsch Zenobitz) ist eine Stadt und Gemeinde im Bezirk Belgrad, Serbien. Die Stadt hat 23.600 Einwohner und mit den umliegenden Orten der Gemeinde etwa 62.000 Einwohner. Die Stadt befindet sich 161 Meter über dem Meeresspiegel. Die Gemeinde erstreckt sich über eine Fläche von 383,51 km².

## Geschichte
1880 zählte die Siedlung, die aus dem Dorf Šopića hervorgegangen war, etwa 49 Einwohner. Laut Volkszählung 1948 zählte der Ort gut 3600 Einwohner. Im Zuge der Industrialisierung stieg die Einwohnerzahl der 1957 gebildeten Gemeinde von 44.000 bis zum Zensus von 1991 auf knapp 60.000. Die Gemeinde Lazarevac gehörte bis 1971 zum Okrug Kolubara und seit 1971 zum Bezirk Belgrad.

## Verkehr
Lazarevac liegt an der Bahnstrecke Belgrad–Bar; dort halten Schnell- und Regionalzüge.

## Sport
Der Handballverein RK Kolubara wurde 2010 serbischer Meister.

## Söhne und Töchter der Stadt

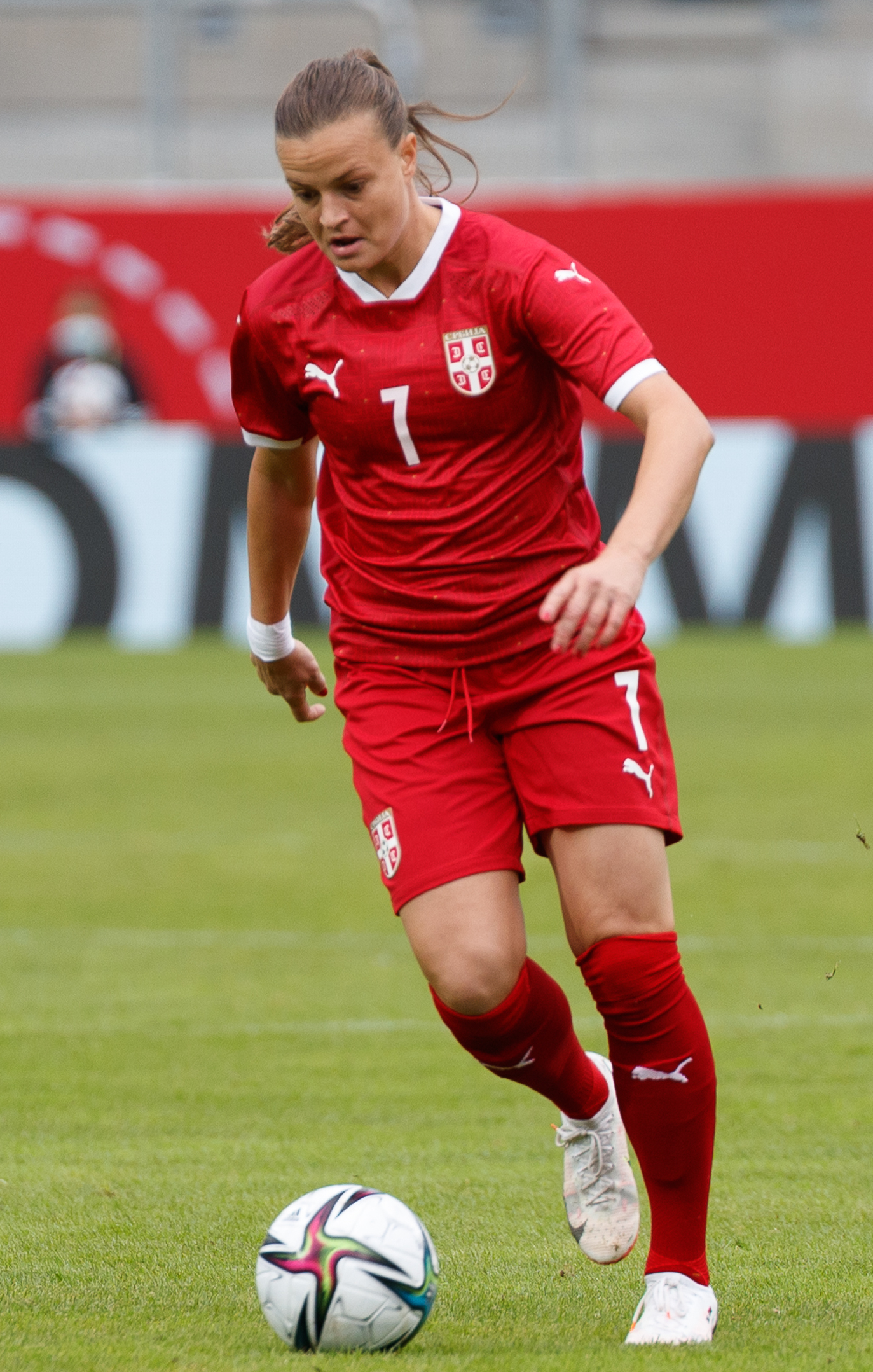
Milica Mijatović spielt bei der Fiorentina in Italien

- Bogosav Živković (1920–2005), Bildhauer und Maler
- Vera Ivković (1949–2012), Sängerin
- Sonja Kolačarić (* 1980), Schauspielerin
- Stefan Birčević (* 1989), Basketballspieler
- Uroš Jovčić (* 1989), Schauspieler
- Milica Mijatović (* 1989), Fußballspielerin
- Darko Stevanović (* 1997), Handballspieler